# Југословенске народне новине
Југословенске народне новине објављене су први пут 1. априла 1931. године у Београду и излазиле су до 1935. године. Био је то лист за народно просвећивање, чији је власник и уредник био др Марко Крстић, директор Мушке учитељске школе. Новине су излазиле једном месечно и имале су 32 стране, испуњене разним текстовима, фотографијама и илустрацијама. Претплата је износила 40 динара за годину, односно 20 за пола године, а ђаци и војници су могли купити новине за 25% нижу цену. Новине је штампала Штампарија Главног савеза српских земљорадничких задруга из Београда.